# Дюдюкчю
Дюдюкчю (азерб. Düdükçü) — село в Ходжавендському районі Азербайджану. Село розташоване за 2 км на захід від міста Гадрут.

## Історія
У 1993 році село було захоплено збройними силами Вірменії.
15 жовтня 2020 року внаслідок поновлених зіткнень у Карабасі село було звільнене Національною армією Азербайджану.

## Інфраструктура
В селі є бібліотека та клуб. Основними проблемами села є плачевний стан внутрішньої водопровідної мережі, відсутність асфальтованого покриття, що з'єднує з райцентром та поганий сигнал телебачення.

## Пам'ятки
У селі розташована церква Св. Аствацацін (1683 р.) та кладовище (18-19 ст.).